# 新北市區公車862路線
新北市區862路線由淡水客運及基隆客運營運，起點為捷運淡水站，終點為基隆轉運站，採八段票收費，為大台北地區段數最多之市區公車。行駛路線多以台2線為主，服務範圍含蓋淡水、三芝、石門、金山、萬里、基隆。

## 簡介
- 本路線最初是由台汽客運所經營「基隆－淡水」之公路客運，以中興號為行駛車種，民營化後將此路線釋出。2009年配合公路總局編碼制度，編為1262；2012年7月1日改制為新北市公車至今。
- 2015年8月1日，以跳蛙式停靠，行駛主要景點的862台灣好行皇冠北海岸線，從基隆縮線至龜吼漁港；基隆到龜吼漁港的區間，由早期於2014年12月1日開闢的T99龍宮尋寶線[2]，新闢西岸線取而代之，其後，該路線於2019年7月1日，整併東西兩線為「濱海奇基線」[3]。
- 2019年9月30日，中華民國交通部北觀處為了便利民眾辨識路線，將「862台灣好行皇冠北海岸線」的路線番號修正為716[4]，以避免與非跳蛙式營運的正線混淆。
- 2025年3月24日，調整發車時間[5]
- 2025年4月14日，「加油站(往西)」站位往西遷移90公尺[6]
- 2025年5月26日，「北觀風景區管理處」(雙向)站位更名為「白沙灣遊客中心」[7]

## 外部連結
- 中興巴士暨關係企業 （页面存档备份，存于）
- 大臺北公車862
- 暢行台北公車客運資訊站的Facebook專頁